# Ivan Andreevič Osterman
Il conte Ivan Andreevič Osterman (Rjazan', 4 maggio 1725 – Mosca, 19 aprile 1811) è stato un politico russo.
Era figlio del conte d'origine tedesca Andrej Ivanovič Osterman (o von Ostermann); dopo la caduta del padre in disgrazia presso la corte zarista, il giovane conte si arruolò come ufficiale del Reggimento Imperiale della Guardia.
Uscì da questo nel 1752 con il grado di colonnello, entrò a far parte del corpo politico russo, divenendo presto confidente e amico degli Orlov. Nel 1757 Osterman fu mandato a Stoccolma come ambasciatore, esercitando una grande influenza sul giovane re Gustavo III di Svezia.
Quando scoppiò la Guerra russo-svedese (1788-1790) e il comandante svedese Johan Bergenstråhle occupò la base navale di Vyborg, poco lontano da San Pietroburgo, il conte Osterman e il generale Bogdan von Knorring (Bogdan Fëdorovič Knorring) si recarono in Svezia tentando un'opera di mediazione, che ha condotto alla Pace di Värälä (1790).
Osterman fece parte del gruppo illuminista di Aleksandr Matveevič Dmitriev-Mamonov, composto da aristocratici riformisti scontenti dello zar Paolo I; nel 1796 il conte fu cancelliere dell'impero russo; successivamente perse il favore dello zar e si ritirò nel suo palazzo moscovita.
Durante il periodo dello zar Alessandro I, fu amico del riformista principe Adam Jerzy Czartoryski e introdusse nell'ambiente nobiliare russo la sua madre lingua, andata in disuso a favore del francese dal regno di Pietro I; rinomato avvocato, fu esecutore testamentario del generale Nikolaj Michajlovič Kamenskij e tutore del generale Konstantin von Benckendorff (Konstantin Christoforovič Benkendorf) nella sua gioventù.